# Kronin
Kronin – wieś w Polsce, położona w województwie warmińsko-mazurskim, w powiecie elbląskim, w gminie Pasłęk. Siedziba sołectwa Kronin, w którego skład wchodzą również Kudyny i Tulno.
W latach 1975–1998 wieś administracyjnie należała do województwa elbląskiego.